# Eleccions parlamentàries finlandeses de 1972
Les eleccions parlamentàries finlandeses del 1972 es van celebrar el 2 de gener de 1972. El partit més votat fou el socialdemòcrata i el seu cap Kalevi Sorsa fou nomenat primer ministre de Finlàndia.

## Resultats
Resum dels resultats electorals de 2 de gener de 1972 al Parlament finlandès
|                                                                       | Partit Socialdemòcrata de Finlàndia  | 664.724   | 25,78 | 55  | +3 |
|                                                                       | Lliga Democràtica Popular Finlandesa | 438.757   | 17,02 | 37  | +1 |
|                                                                       | Partit de la Coalició Nacional       | 453.434   | 17,59 | 34  | -3 |
|                                                                       | Partit del Centre                    | 423.039   | 16,41 | 35  | -1 |
|                                                                       | Partit Rural de Finlàndia            | 236.206   | 9,16  | 18  | -  |
|                                                                       | Partit Popular Liberal               | 132.955   | 5,16  | 7   | -1 |
|                                                                       | Partit Popular Suec                  | 130.407   | 5,16  | 9   | -2 |
|                                                                       | Lliga Cristiana de Finlàndia         | 65.228    | 2,53  | 4   | +3 |
|                                                                       | Representants de les Illes Aland     | 7.672     |       | 1   |    |
|                                                                       | Total (participació 81,4%)           | 2.577.949 | 100.0 | 200 |    |
| Font: Eduskuntavaalit 1927–2003 Arxivat 2007-10-02 a Wayback Machine. |                                      |           |       |     |    |